# Phyllochaetopterus aciculigerus
Phyllochaetopterus aciculigerus är en ringmaskart som beskrevs av Crossland 1904. Phyllochaetopterus aciculigerus ingår i släktet Phyllochaetopterus och familjen Chaetopteridae. Inga underarter finns listade i Catalogue of Life.